# Wólka Rydzewska
Wólka Rydzewska – wieś sołecka w Polsce położona w województwie mazowieckim, w powiecie ciechanowskim, w gminie Ciechanów.
W latach 1975–1998 miejscowość administracyjnie należała do województwa ciechanowskiego.
Obok miejscowości przepływa niewielka rzeka Rosica, dopływ Wkry.